# コミヤマカタバミ
コミヤマカタバミ（Oxalis acetosella）はヨーロッパの大部分とアジアの一部に自生するカタバミ属の植物である。春にピンクがかった白い小さな花を咲かせる。まれに赤や紫の花も見られることがある。かじると酸味がすることから、Oxalis acetosellaという学名がつけられた。
葉は、中央に線の入ったハート型の三枚の葉よりなる。茎は赤褐色で、夜間や雨の日には花や葉は縮まる。
かつては、この植物を煮出してシュウ酸カルシウムを抽出した。シュウ酸は食物の消化を阻害する働きがあるため、この植物にはわずかに毒性がある。
北アメリカのニューイングランド、ノバスコシア州からウィスコンシン州、マニトバ州にかけてOxalis montanaというよく似た植物があり、英語では同じ名前で呼ばれる。しかし、花弁に切り込みがあるなど、別種である。
コミヤマカタバミはシャムロックの一つであり、聖パトリックの祝日のプレゼントとして贈られる。